# Hesperobaenus alternatus
Hesperobaenus alternatus es una especie de coleóptero de la familia Monotomidae.

## Distribución geográfica
Habita en Arizona y Texas (Estados Unidos).